# Dragør
Dragør ist eine dänische Kleinstadt, die etwa zwölf Kilometer von Kopenhagen entfernt an der Südspitze der Insel Amager liegt. Die Stadt mit rund 11.000 Einwohnern ist Hauptort der Dragør Kommune in der Region Hovedstaden. Ihre Lage am Öresund bestimmte die Geschichte des Ortes, die sich im Laufe der Jahrhunderte von einem Fischerdorf zu einer wohlhabenden Schifffahrtsstadt entwickelte. Heute ist Dragør vor allem wegen seiner gut erhaltenen Altstadt für Kopenhagener ein beliebtes Naherholungsziel, in dem die höchsten Preise für Hausgrundstücke in ganz Dänemark gezahlt werden.

## Name
Der Name Dragør leitet sich aus den dänischen Begriffen drage für „ziehen“ und ør ab, wobei ør ein kieselsteiniges oder sandiges Ufer meint. Dragør ist demnach ein Ort an der Küste, bei dem sich Schiffe an Land ziehen ließen.

## Geschichte
Die Heringsfischerei bildete im 12. Jahrhundert die Existenzgrundlage für ein Fischerdorf, das gleichzeitig mit Skanör an der gegenüberliegenden Küste Schonens entstand. Der Ort erlebte im 14. und 15. Jahrhundert eine Blütezeit, nachdem Hansestädte 1370 neben Handelsprivilegien auch das Recht erhielten, Heringe in der Stadt mit Salz zu konservieren. Während der Marktzeit vom 25. Juli bis 9. Oktober versammelten sich in dem Ort bis zu 20.000 Kaufleute, Fischer und Menschen aus der ganzen Öresundregion, um mit Heringen zu handeln. Zunächst verbrachten die Zugereisten die Marktsaison in einfachen Zelten, bis in den 1420er Jahren mit dem Bau der ersten Fachwerkhäuser begonnen wurde. Zum gleichen Zeitpunkt wurde das Gebiet an eingewanderte Niederländer übertragen, die sich im benachbarten Store Magleby niederließen.
Als das Dorf 1536 während der Grafenfehde niedergebrannt wurde, bedeutete das einen Wendepunkt in der Geschichte Dragørs. Mit dem Rückgang der Heringsfischerei im 16. Jahrhundert begannen viele Fischer, Schiffe durch den Öresund zu lotsen. Allein um das Jahr 1560 durchliefen etwa 2000 Schiffe den Sund. 1684 erhielten Lotsen aus Dragør als erste in Dänemark von Christian V. die königliche Ermächtigung für ihre Lotsendienste. Im 18. und 19. Jahrhundert erlangte die Schifffahrt für Dragør so große Bedeutung, dass die Stadt mit bis zu 92 Schiffen zeitweilig der zweitgrößte Hafen im dänischen Königreich nach Kopenhagen war. Das schnelle Bevölkerungswachstum führte zu einer enormen Ausweiterung Dragørs. Bestand der Ort um das Jahr 1600 noch aus 20 Häusern und fast die gleiche Anzahl an Fischbuden, waren 1699 bereits 133 Haushalte zu verzeichnen, was einem Zuzug aus Store Magleby und Schonen geschuldet war. Ein halbes Jahrhundert später verdoppelte sich die Anzahl, und 1758 zählte der königliche Baumeister 270 „gut gebaute“ Häuser. 1787 erfasste eine Volkszählung 312 Häuser und im Jahr 1801 erreichte der Ort mit 342 Häusern den wesentlichen Umfang der heutigen Altstadt. Haupterwerb waren neben Seefahrt und Lotsendiensten das Bergen von Schiffen. Doch mit dem Aufkommen von Dampfschiffen im 19. Jahrhundert verlor Dragør seine Rolle als bedeutende Hafenstadt. Gegenwärtig gibt es im Hafen nur noch wenige Berufsfischer, dafür aber etliche Freizeitfischer, und der Yachthafen wird von Seglern aus der ganzen Welt angelaufen.
Während der deutschen Besatzung Dänemarks im Zweiten Weltkrieg wurden viele dänische Juden gerettet, indem sie mit Schiffen von Dragør aus nach Schweden gebracht wurden. Nach dem Krieg vervielfachte sich der Wohnungsbestand in der Stadt, was sich unter anderem mit der Nachbarschaft zum naheliegenden Flughafen Kopenhagen-Kastrup in Kastrup begründen lässt. Heute sind dort fast 20 % der Dragører beschäftigt, für die der Fluglärm von rund 700 Starts und Landungen eine tägliche Realität ist.
Zwischen April 1960 und Oktober 1999, acht Monate vor der Eröffnung der Öresundbrücke im Juli 2000, bestand zum schwedischen Limhamn bei Malmö eine Fährverbindung, von der das Geschäftsleben in Dragør profitierte.
1974 ging Dragør nach langen Diskussionen zusammen mit der ehemaligen Konkurrenzgemeinde Store Magleby in der neuen Dragør Kommune auf.

### Tourismus
Als die Amagerbanen 1907 den Ort an das Eisenbahnnetz anschloss, nutzten das viele Bewohner, um nach Kopenhagen zur Arbeit zu pendeln. Im Gegenzug entdeckten die Hauptstädter Dragør als sommerliches Ausflugsziel. Anfangs mieteten sich die Gäste bei den Dragører Familien ein, die selbst während der Zeit auf den Dachboden oder ins Nebengebäude zogen. Bei den Sommergästen wurde die Stadt so beliebt, dass viele sich entschlossen, das ganze Jahr über zu bleiben. Dadurch entstanden zunächst im Norden viele Sommerhäuser, was sich nach dem Ersten Weltkrieg zu einem Villengürtel um die Altstadt ausweitete. Die Grundstückspreise der Häuser gehören heute zu den teuersten in ganz Dänemark. Die Schifferhäuser in der Altstadt stellen eine exklusive Adresse für wohlhabendere Leute dar, die oft einer gut bezahlten Arbeit in Kopenhagen nachgehen.

### Stadterhaltung
Dragør konnte seinen Charakter bewahren, obwohl es in einer Region liegt, die im 20. Jahrhundert stark von der industriellen Entwicklung beeinflusst war. Schon 1934 wurde als das erste seiner Art in Dänemark der „Dragører Ausschuss für Denkmalschutz“ (Dragør Bygningsfredningsnævn) gegründet. 1964 erhielt Dragør als erste Stadt in Dänemark eine Bauverordnung, die dem Erhalt des Stadtbildes diente. 1968 wurde ein Parkverbot in der gesamten Altstadt eingeführt, die seit 1978 der erste stadtweite Fußgängerbereich des Landes ist.

## Stadtbild, Bauwerke und Plätze

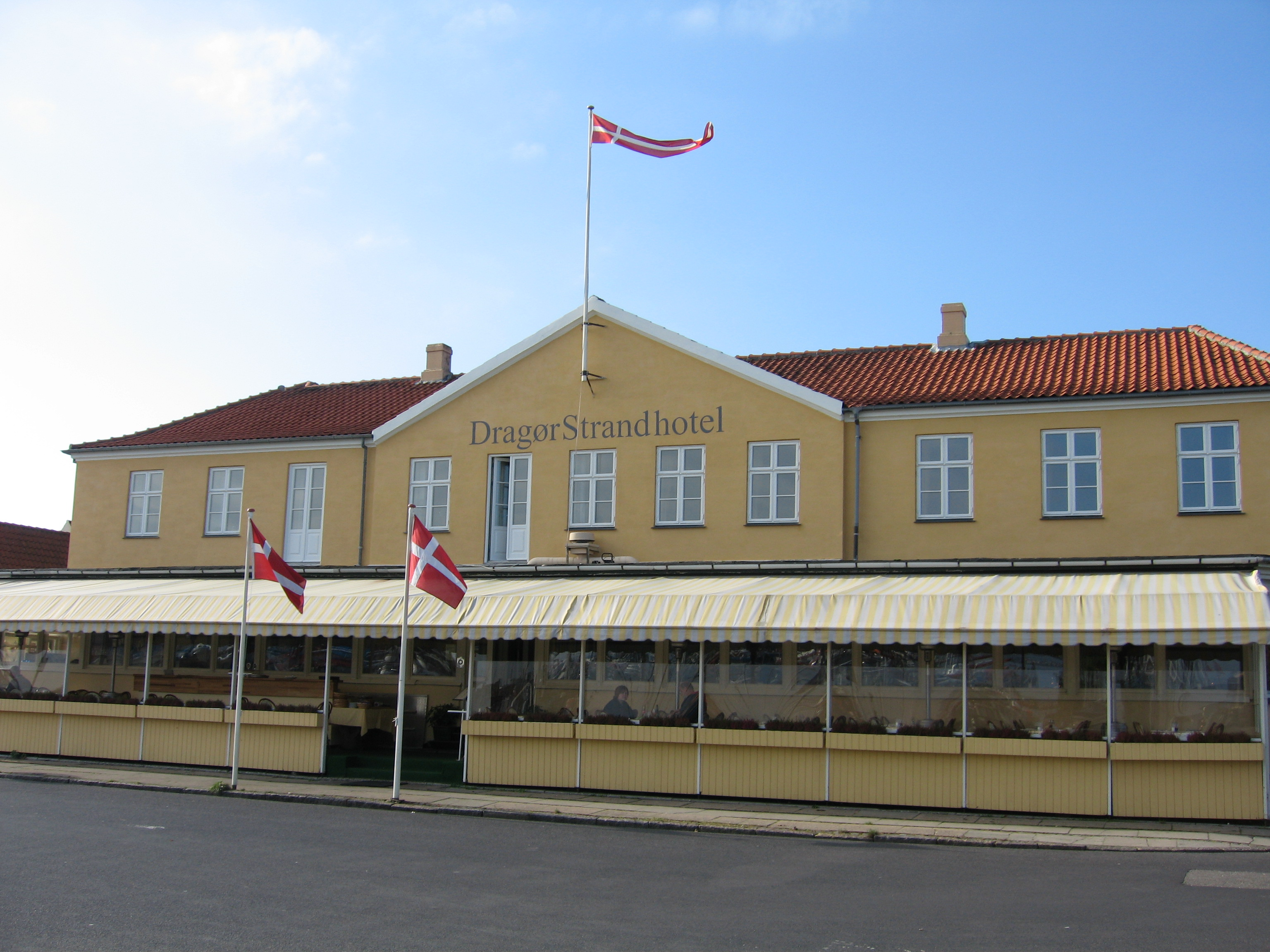
Dragør Strandhotel

Ockergelbe meist einstöckige Schifferhäuser mit roten Ziegeldächern und dunkelgrüner Fensterbemalung prägen das Stadtbild der Dragører Altstadt. Dort verlaufen fast alle Straßen in Ost-West-Richtung, während die engen Gassen in Nord-Süd-Richtung angelegt sind. Im Prinzip sind die Straßen nur auf einer Seite bebaut. Die kleinen Häuser, die überwiegend aus der zweiten Hälfte des 18. und Anfang des 19. Jahrhunderts stammen, sind Richtung Norden ausgerichtet, wohingegen sich die an die nächste Straße angrenzenden Gärten auf der sonnenzugewandten Seite befinden. Für viele der feineren Häuser aus der Zeit von 1773 bis 1815 zeichnet als Architekt und Baumeister der Tischlermeister und Zimmermann Johan Hendrich Jørgensen Blichmann verantwortlich. Auch das Gaststättengebäude Dragør Kro gehört zu seinen Werken, dessen älteste Teile aus den Jahren vor 1793 stammen. Der zweistöckige Ostflügel wurde 1805 errichtet, während der Südflügel sein heutiges Aussehen 1842 erhielt.
Das Dragør Badehotel von 1907 liegt im Süden der Stadt dicht an der Badeanstalt, die Ende des 19. Jahrhunderts errichtet wurde. Das am Hafen gelegene Dragør Strandhotel stammt von 1845. Es erhielt seinen jetzigen Namen Anfang des 20. Jahrhunderts und wurde in den 1930er Jahren erhöht. Im Mittelalter befand sich an der Stelle die Herberge des Heringsmarktes.

### Küstenbefestigungen
Südlich der Hafenanlagen liegt das vom Militär aufgegebene Dragør Fort, das auf einer künstlichen Insel rund 400 Meter von der Küste entfernt liegt und von 1910 bis 1915 als Teil der Kopenhagener Küstenbefestigung angelegt wurde, um ein feindliches Bombardement vom Meer aus zu verhindern. Seit 2002 ist das Fort in privatem Besitz und beherbergt unter anderem ein Restaurant und ein Hotel.
Das von 1914 bis 1916 errichtete Kongelundsfortet im Südwesten von Amager war ursprünglich eine Küstenbatterie, das später zum Fort umgebaut wurde. Das Gebiet wurde in den Nachkriegsjahren bis 1982 von den dänischen Luftstreitkräften als Raketenstation genutzt. 1996 übernahm die Kommune das Areal, um dort ein Natur- und Freizeitzentrum einzurichten.

### Kirche von Dragør

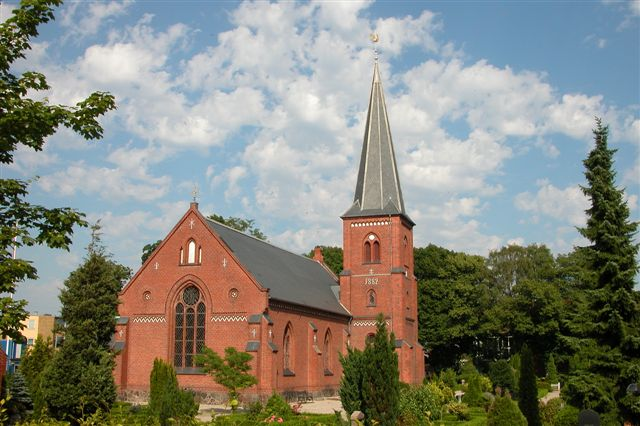
Kirche von Dragør

Bis die Dragør Kirke 1885 eingeweiht wurde, mussten die Gläubigen zum Gottesdienst ins benachbarte Store Magleby oder ins entferntere Tårnby gehen. Wegen des feindlichen Verhältnisses zum Bauernvolk Store Maglebys zogen die traditionell in der Seefahrt tätigen Dragører Tårnby vor. Seit 1954 ist die Dragøer Kirche selbständig, vorher war sie eine Zweigstelle der Store Maglebyer Kirchengemeinde. Der Architekt C.E. Wessel entwarf das rote Backsteingebäude, welches im zeitgenössischen neugotischen Stil nach dem Vorbild der Kirche von Tårbæk in der Lyngby-Taarbæk Kommune errichtet wurde.

### Plätze und Parks
Kleinere Plätze durchbrechen das Straßenmuster, das aus dem Anfang des 18. Jahrhunderts stammt. Der größte unter ihnen ist der Platz Badstuevælen. Seine unregelmäßige Form verdankt es seiner Vergangenheit als Abbauplatz für Lehm, den die Bewohner als Baumaterial für ihre Häuser nutzten. Weitere idyllische Plätze sind der Jens Eyberts Plads und der Fogdens Plads.
Die Stadt hat mehrere Grünanlagen wie Anlægget und Lunden. Dragør schützt seine Bäume, indem sie nur nach forsttechnischer Einschätzung gefällt werden dürfen und anschließend neugepflanzt werden.

## Museen

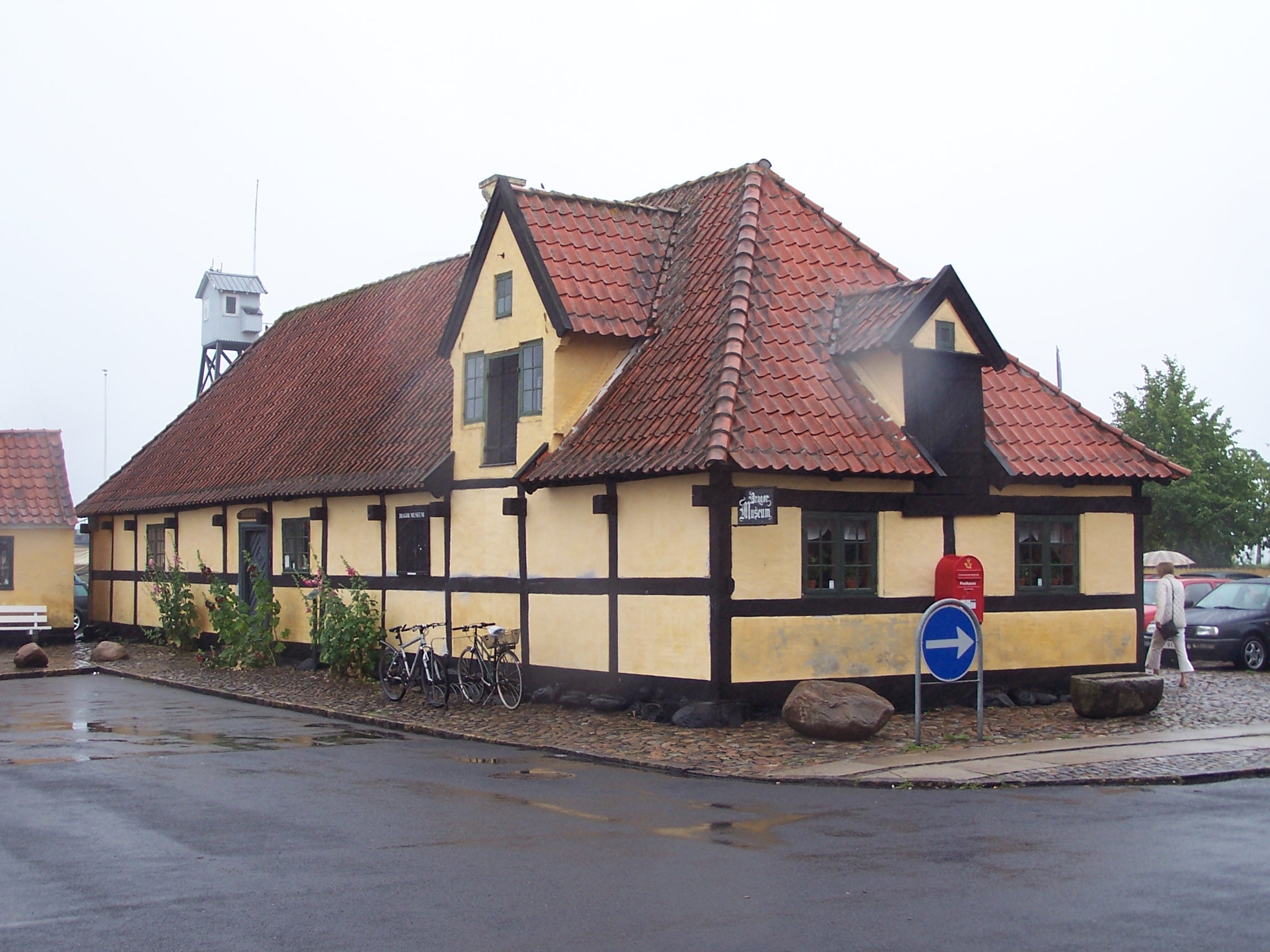
Dragør Museum

Das Dragør Museum an der hafennahen Strandlinien ist in einem alten Fachwerkhaus von 1682 untergebracht, das ursprünglich als Speicher und später als Rathaus diente. Das Gebäude beherbergt seit 1932 das Museum und ist im Stil eines wohlhabenden Schifferhauses eingerichtet. Gezeigt werden 200 Jahre alte holländische Fliesen, mittelalterliche Haushaltsgeräte, Trachten, eine Webstube, Schiffsmodelle und alte Seekarten sowie mitgebrachte Kuriositäten von Dragører Seeleuten.
Das Mølsteds Museum in der Blegerstræde befindet sich im ehemaligen Atelier des Marinemalers Christian Mølsted (1862 bis 1930), der dort die meiste Zeit seines Lebens arbeitete.

## Persönlichkeiten

### In Dragør geboren
- Arnold Peter Møller (1876–1965), Reeder
- Charlotte Fich (* 1961), Schauspielerin

### Mit Dragør verbunden
- Viggo Johansen (1851–1935), dänischer Maler und Zeichner